# 田斉
田斉（でんせい）は、中国の戦国時代、紀元前386年に田氏が姜姓呂氏の斉（姜斉または呂斉）を滅ぼして新たに立てた国。国号は単に斉であるが、西周・春秋時代の姜斉と特に区別する場合に嬀斉または田斉と呼ばれる。戦国時代中期には、湣王の頃に東帝を称するまでになるほど強盛を誇り、戦国七雄の一つにも数えられる。首都は姜斉の時と変わらず臨淄であった。

## 歴史

### 諸侯になるまで
田氏の先祖は、紀元前672年に陳から斉へ亡命してきた陳（嬀姓）の利公嬀躍（きやく）の子の公子完である。斉では代々、呂尚（太公望）の子孫である斉公に仕えてきた。
斉の景公の時、田乞（田釐子）が税を徴収する時に小さな斗を使用し、粟を民に配給する時は大きな斗を使用して、民の気持ちをつかみ、また、景公が亡くなった時の公位継承争いで悼公を立てた。田釐子が亡くなると田恒（田成子、ただし『史記』では前漢の文帝劉恒を避諱して「田常」と表記）が後を継いだ。父の田釐子とともに悼公を立てた鮑牧が仲違いを契機に悼公を殺害すると、簡公が立てられ、闞止とともに大臣となったが、2人は並び立つことができず、勢力争いをすることになる。闞止の陰謀を知った田成子が先手を取り、闞止に続いて簡公を殺して、平公を立てた。

### 姜斉の滅亡
前391年、姜斉の最後の君主の康公は田和により海島の孤島に追放された。食邑に一城与えられ、祖先を祀ることを許された。田和は自立し君主となった（太公）。前386年、田和は周の安王により諸侯に列された。これにより姜姓の斉から田氏の斉に取って代わられた。田和は正式に侯となり、国号を姜斉時代と同じく斉とした。これを「田斉」という。この出来事は「田氏代斉」（姜斉の滅亡）という。田斉は「戦国七雄」の一つである。前379年、康公が死し、姜斉は絶えた。

### 王を名乗る
太公の2代後、子の桓公は臨淄に稷下学宮を開き、各国の賢人を招き入れた。これは威王や宣王の代にも続き、東方の学問の中心地となった。子の威王が即位し、鄒忌を相国に任命し政治を改革させた。田忌や孫臏を将軍とし、軍事力も強大化させた。当時最強国の魏を前353年に桂陵で大敗させた。また前341年に馬陵の戦いでも大敗させ、これにより魏は衰退していく。前334年、威王は魏の恵王とともに正式に王号を自称した。威王の晩年、国相の鄒忌と将軍の田忌が対立した。前322年、田忌は臨淄を攻めたが落とせず、楚に亡命した。子の宣王即位後に斉に戻った。

### 東帝
前314年、燕で「子之の乱」が発生した。孟子の献策により、5都の兵を率いて燕へ侵攻することを匡章に命じた。前301年、斉と韓・魏が楚を攻め垂沙の戦いで大勝した。
前298年から前296年に、斉と韓・魏が合従し秦の函谷関に侵攻し、秦に和を求めた。前288年、秦の昭襄王は西帝、湣王は東帝を名乗り、共同で趙を攻めた。蘇代は帝号を名乗る不利益を説き、湣王は王号に復称した。同年十二月、呂礼が秦に派遣され昭襄王の帝号を王号に復称した。前286年、宋の内乱に応じて宋を滅ぼし、南は楚、西では三晋（趙・魏・韓）に侵攻した。斉は全盛期を迎えた。

### 合従軍の侵攻
宋の滅亡に諸国は危機感を募らせた。秦は趙や楚と和を結んだ。前284年、燕の昭王は楽毅を上将軍に任命し、燕・秦・韓・趙・魏の5国合従軍は済西の戦いで斉軍を大敗させた。合従軍はそこで解散したが燕は追撃を続け、国都の臨淄の他、七十余城を落とした。斉の領地は莒と即墨のみとなった。国都の臨淄を落とされた湣王は莒に逃亡したが、楚が救援のために派遣した淖歯に殺された。王孫賈や莒の人は湣王の仇の淖歯を殺し、湣王の子の田法章を襄王として王に立て、必死に抵抗し莒を守った。

### 田単の復国
莒とともに即墨も燕の攻撃に必死に抵抗した。即墨の大夫は楽毅の策にかかり戦死したため、城内の兵士や民衆は公族である田単を将にした。5年が過ぎ、前279年に燕の昭王がこの世を去り、恵王が燕王となった。恵王は楽毅を恨んでおり、田単はそれを知っていたため反間の計を使った。恵王は楽毅を将軍から罷免し、代わりに騎劫を将軍とした。命の危険を感じた楽毅は趙に亡命した。田単は攻勢に出て、「火牛の陣」で燕軍を大敗させた。遂に斉は70余城を取り戻した。田単はこの功により相国に任命された。しかし、秦とともに帝号を名乗っていた時代の力は無く、秦の統一に抵抗することはできなかった。

### 斉の滅亡
前265年、襄王が死に、子の田建が即位した。母の君王后が輔政した。前249年、君王后がこの世を去り、君王后の族弟の后勝が執政した。后勝は秦から賄賂を受け取り、秦の都合のいいように主張した。田建は后勝の主張を聞き入れ五国（韓・趙・魏・燕・楚）の滅亡を傍観し、軍事を強化しなかった。
五国が滅亡すると、田建は秦が侵攻することを恐れ、将軍や軍隊は西部の辺境に集結した。前221年、秦王政は斉の攻略を王賁に命じた。秦軍は斉軍の主力が集結した西部を避け、元燕の南部から南下し臨淄へ侵攻した。斉軍は突然の北面からの秦軍の侵攻に不意をつかれ瓦解した。田建は降伏し、斉は滅亡した。田建は魏の旧領の500里の邑へ赴いたが、食糧を絶たれ、餓死した。斉の地に斉郡と瑯琊郡を置いた。秦は中華を統一し、統一王朝の秦朝となった。

## 歴代君主
- 祖系

1. 敬仲（陳完）
2. 孟夷（田穉）
3. 孟荘（田湣）
4. 文子（田須無）
5. 桓子（田無宇）
6. 武子（田開）
7. 釐子（田乞）
8. 成子（田恒）
9. 襄子（田盤）
10. 荘子（田白）
11. 悼子

| 諡号     | 姓名 | 在位                      | 在位年数 |
| -------- | ---- | ------------------------- | -------- |
| 太公     | 和   | 紀元前404年 - 紀元前384年 | 在位21年 |
| （田剡） | 剡   | 紀元前383年 - 紀元前375年 | 在位9年  |
| 桓公     | 午   | 紀元前374年 - 紀元前357年 | 在位18年 |
| 威王     | 因斉 | 紀元前356年 - 紀元前320年 | 在位37年 |
| 宣王     | 辟彊 | 紀元前319年 - 紀元前301年 | 在位19年 |
| 湣王     | 地   | 紀元前300年 - 紀元前284年 | 在位17年 |
| 襄王     | 法章 | 紀元前283年 - 紀元前265年 | 在位19年 |
| （田建） | 建   | 紀元前264年 - 紀元前221年 | 在位44年 |

系図
| (1) 太公 田和 ?-前404年-前386年-前384年 |                            |                            |                            |                            |                            |  |  |                                         |                                         |                                         |                                         |                                         |                                         |  |  |        |        |        |        |        |        |  |  |                        |                        |                        |                        |                        |                        |  |  |  |  |  |  |  |  |  |  |  |  |  |  |  |  |  |  |
|                                         |                            |                            |                            |                            |                            |  |  |                                         |                                         |                                         |                                         |                                         |                                         |  |  |        |        |        |        |        |        |  |  |                        |                        |                        |                        |                        |                        |  |  |  |  |  |  |  |  |  |  |  |  |  |  |  |  |  |  |
|                                         |                            |                            |                            |                            |                            |  |  |                                         |                                         |                                         |                                         |                                         |                                         |  |  |        |        |        |        |        |        |  |  |                        |                        |                        |                        |                        |                        |  |  |  |  |  |  |  |  |  |  |  |  |  |  |  |  |  |  |
| (2) 田剡 ?-前383年-前375年              | (2) 田剡 ?-前383年-前375年 | (2) 田剡 ?-前383年-前375年 | (2) 田剡 ?-前383年-前375年 | (2) 田剡 ?-前383年-前375年 | (2) 田剡 ?-前383年-前375年 |  |  | (3) 桓公 田午 前400年-前374年-前357年   | (3) 桓公 田午 前400年-前374年-前357年   | (3) 桓公 田午 前400年-前374年-前357年   | (3) 桓公 田午 前400年-前374年-前357年   | (3) 桓公 田午 前400年-前374年-前357年   | (3) 桓公 田午 前400年-前374年-前357年   |  |  |        |        |        |        |        |        |  |  |                        |                        |                        |                        |                        |                        |  |  |  |  |  |  |  |  |  |  |  |  |  |  |  |  |  |  |
| (2) 田剡 ?-前383年-前375年              | (2) 田剡 ?-前383年-前375年 | (2) 田剡 ?-前383年-前375年 | (2) 田剡 ?-前383年-前375年 | (2) 田剡 ?-前383年-前375年 | (2) 田剡 ?-前383年-前375年 |  |  | (3) 桓公 田午 前400年-前374年-前357年   | (3) 桓公 田午 前400年-前374年-前357年   | (3) 桓公 田午 前400年-前374年-前357年   | (3) 桓公 田午 前400年-前374年-前357年   | (3) 桓公 田午 前400年-前374年-前357年   | (3) 桓公 田午 前400年-前374年-前357年   |  |  |        |        |        |        |        |        |  |  |                        |                        |                        |                        |                        |                        |  |  |  |  |  |  |  |  |  |  |  |  |  |  |  |  |  |  |
| 孺子喜 ？-前375年                       | 孺子喜 ？-前375年          | 孺子喜 ？-前375年          | 孺子喜 ？-前375年          | 孺子喜 ？-前375年          | 孺子喜 ？-前375年          |  |  | (4) 威王 田因斉 前378年-前356年-前320年 | (4) 威王 田因斉 前378年-前356年-前320年 | (4) 威王 田因斉 前378年-前356年-前320年 | (4) 威王 田因斉 前378年-前356年-前320年 | (4) 威王 田因斉 前378年-前356年-前320年 | (4) 威王 田因斉 前378年-前356年-前320年 |  |  |        |        |        |        |        |        |  |  |                        |                        |                        |                        |                        |                        |  |  |  |  |  |  |  |  |  |  |  |  |  |  |  |  |  |  |
| 孺子喜 ？-前375年                       | 孺子喜 ？-前375年          | 孺子喜 ？-前375年          | 孺子喜 ？-前375年          | 孺子喜 ？-前375年          | 孺子喜 ？-前375年          |  |  | (4) 威王 田因斉 前378年-前356年-前320年 | (4) 威王 田因斉 前378年-前356年-前320年 | (4) 威王 田因斉 前378年-前356年-前320年 | (4) 威王 田因斉 前378年-前356年-前320年 | (4) 威王 田因斉 前378年-前356年-前320年 | (4) 威王 田因斉 前378年-前356年-前320年 |  |  |        |        |        |        |        |        |  |  |                        |                        |                        |                        |                        |                        |  |  |  |  |  |  |  |  |  |  |  |  |  |  |  |  |  |  |
|                                         |                            |                            |                            |                            |                            |  |  |                                         |                                         |                                         |                                         |                                         |                                         |  |  |        |        |        |        |        |        |  |  |                        |                        |                        |                        |                        |                        |  |  |  |  |  |  |  |  |  |  |  |  |  |  |  |  |  |  |
|                                         |                            |                            |                            |                            |                            |  |  | (5) 宣王 田辟彊 前350年-前319年-前301年 | (5) 宣王 田辟彊 前350年-前319年-前301年 | (5) 宣王 田辟彊 前350年-前319年-前301年 | (5) 宣王 田辟彊 前350年-前319年-前301年 | (5) 宣王 田辟彊 前350年-前319年-前301年 | (5) 宣王 田辟彊 前350年-前319年-前301年 |  |  | 田郊師 | 田郊師 | 田郊師 | 田郊師 | 田郊師 | 田郊師 |  |  | 靖郭君 田嬰            | 靖郭君 田嬰            | 靖郭君 田嬰            | 靖郭君 田嬰            | 靖郭君 田嬰            | 靖郭君 田嬰            |  |  |  |  |  |  |  |  |  |  |  |  |  |  |  |  |  |  |
|                                         |                            |                            |                            |                            |                            |  |  | (5) 宣王 田辟彊 前350年-前319年-前301年 | (5) 宣王 田辟彊 前350年-前319年-前301年 | (5) 宣王 田辟彊 前350年-前319年-前301年 | (5) 宣王 田辟彊 前350年-前319年-前301年 | (5) 宣王 田辟彊 前350年-前319年-前301年 | (5) 宣王 田辟彊 前350年-前319年-前301年 |  |  | 田郊師 | 田郊師 | 田郊師 | 田郊師 | 田郊師 | 田郊師 |  |  | 靖郭君 田嬰            | 靖郭君 田嬰            | 靖郭君 田嬰            | 靖郭君 田嬰            | 靖郭君 田嬰            | 靖郭君 田嬰            |  |  |  |  |  |  |  |  |  |  |  |  |  |  |  |  |  |  |
|                                         |                            |                            |                            |                            |                            |  |  | (6) 湣王 田地 前323年-前300年-前284年   | (6) 湣王 田地 前323年-前300年-前284年   | (6) 湣王 田地 前323年-前300年-前284年   | (6) 湣王 田地 前323年-前300年-前284年   | (6) 湣王 田地 前323年-前300年-前284年   | (6) 湣王 田地 前323年-前300年-前284年   |  |  |        |        |        |        |        |        |  |  | 孟嘗君 田文 ？-前279年 | 孟嘗君 田文 ？-前279年 | 孟嘗君 田文 ？-前279年 | 孟嘗君 田文 ？-前279年 | 孟嘗君 田文 ？-前279年 | 孟嘗君 田文 ？-前279年 |  |  |  |  |  |  |  |  |  |  |  |  |  |  |  |  |  |  |
|                                         |                            |                            |                            |                            |                            |  |  | (6) 湣王 田地 前323年-前300年-前284年   | (6) 湣王 田地 前323年-前300年-前284年   | (6) 湣王 田地 前323年-前300年-前284年   | (6) 湣王 田地 前323年-前300年-前284年   | (6) 湣王 田地 前323年-前300年-前284年   | (6) 湣王 田地 前323年-前300年-前284年   |  |  |        |        |        |        |        |        |  |  | 孟嘗君 田文 ？-前279年 | 孟嘗君 田文 ？-前279年 | 孟嘗君 田文 ？-前279年 | 孟嘗君 田文 ？-前279年 | 孟嘗君 田文 ？-前279年 | 孟嘗君 田文 ？-前279年 |  |  |  |  |  |  |  |  |  |  |  |  |  |  |  |  |  |  |
|                                         |                            |                            |                            |                            |                            |  |  | (7) 襄王 田法章 ?-前283年-前265年       |                                         |                                         |                                         |                                         |                                         |  |  |        |        |        |        |        |        |  |  |                        |                        |                        |                        |                        |                        |  |  |  |  |  |  |  |  |  |  |  |  |  |  |  |  |  |  |
|                                         |                            |                            |                            |                            |                            |  |  |                                         |                                         |                                         |                                         |                                         |                                         |  |  |        |        |        |        |        |        |  |  |                        |                        |                        |                        |                        |                        |  |  |  |  |  |  |  |  |  |  |  |  |  |  |  |  |  |  |
|                                         |                            |                            |                            |                            |                            |  |  | (8) 田建 前280年-前264年-前221年        |                                         |                                         |                                         |                                         |                                         |  |  |        |        |        |        |        |        |  |  |                        |                        |                        |                        |                        |                        |  |  |  |  |  |  |  |  |  |  |  |  |  |  |  |  |  |  |